# BS吉本
BS吉本（日語：BSよしもと株式会社）是日本的一家衛星電視頻道，開始播出於2022年3月21日，是吉本興業的子公司之一。該頻道的前身是2014年12月1日開始播出的偶像专业频道Kawaiian TV。BS吉本自2022年（令和4年）3月9日開始試播，3月21日正式開播。

## 外部連結
- BSよしもと （页面存档备份，存于） - 官方網站